# Estadi Olímpic de Sotxi
L'Estadi Olímpic de Sotxi (en rus: Олимпийский стадион города Сочи) és l'estadi olímpic construït a la ciutat de Sotxi (Rússia) per tal de realitzar les cerimònies d'obertura i clausura dels Jocs Olímpics d'Hivern de 2014 realitzats en aquesta ciutat.
Amb un cost de 63.5 milions de dòlars nord-americans, l'estadi ha estat dissenyat per The Populous Sport Venue Event Company i Buro Happold, a partir d'un homenatge al dissenyador Carl Fabergé. Les parets i el sostre de l'estadi són d'una superfície de vidre continu dissenyat per reflectir la llum solar davant del mar durant el dia. La coberta inferior s'obre cap al nord, la qual cosa permet una visió directa de les muntanyes de Kranskaya Poliana, i la coberta superior s'obre cap al sud, el que permet una vista del mar Negre.
Després de la realització dels Jocs Olímpics d'hivern es preveu que l'estadi i les seves instal·lacions adjacents esdevinguin seu de la selecció de futbol de Rússia. Així mateix serà seu del Copa del Món de Futbol de 2018.

## Esdeveniments

### Partits de la Copa FIFA Confederacions 2017
L'estadi Olímpic de Sotxi va ser un dels quatre estadis escollits per a jugar partits de la Copa Confederacions 2017, que es va disputar el juny i juliol de 2017 a Rússia. Els partits que s'hi van jugar van ser:

#### Fase de grups
| Austràlia             | 2-3     | Alemanya                                    |
| --------------------- | ------- | ------------------------------------------- |
| Rogic 41' · Juric 56' | Detalls | Stindl 5' · Draxler 44' (p.) · Goretzka 48' |

| Mèxic                     | 2-1     | Nova Zelanda |
| ------------------------- | ------- | ------------ |
| Jiménez 54' · Peralta 72' | Detalls | Wood 42'     |

| Alemanya                       | 3-1     | Camerun       |
| ------------------------------ | ------- | ------------- |
| Demirbay 48' · Werner 66', 81' | Detalls | Aboubakar 78' |

#### Semifinals
| Alemanya                                    | 4–1     | Mèxic      |
| ------------------------------------------- | ------- | ---------- |
| Goretzka 6', 8' · Werner 59' · Younes 90+1' | Detalls | Fabián 89' |

### Partits de la Copa del Món de Futbol de 2018
Aquest estadi és una de les seus de la Copa del Món de Futbol de 2018.

#### Fase de grups
| Marroc | 0–1     | Iran                    |
| ------ | ------- | ----------------------- |
|        | Informe | Bouhaddouz 90+5' (p.p.) |

| Bèlgica                       | 3–0     | Panamà |
| ----------------------------- | ------- | ------ |
| Mertens 47' · Lukaku 69', 75' | Informe |        |

| Alemanya                             | 2–1     | Suècia       |
| ------------------------------------ | ------- | ------------ |
| Reus 48' · Boateng 82' · Kroos 90+5' | Informe | Toivonen 32' |

| Austràlia | 0–2     | Perú                        |
| --------- | ------- | --------------------------- |
|           | Informe | Carrillo 18' · Guerrero 50' |

#### Vuitens de final
| Uruguai        | 2–1     | Portugal |
| -------------- | ------- | -------- |
| Cavani 7', 62' | Informe | Pepe 55' |

#### Quarts de final
| Rússia                                                | 2–2 (pr.) | Croàcia                                      |
| ----------------------------------------------------- | --------- | -------------------------------------------- |
| Txérixev 31' · Fernandes 115'                         | Informe   | Kramarić 39' · Vida 101'                     |
| Tanda de penals                                       |           |                                              |
| Smólov · Dzagóiev · Fernandes · Ignaxévitx · Kuziàiev | 3–4       | Brozović · Kovačić · Modrić · Vida · Rakitić |